# Сан-Марино на зимних Олимпийских играх 2018
Сан-Марино на зимних Олимпийских играх 2018 года было представлено одним спортсменом в горнолыжном спорте.

## Состав сборной
Горнолыжный спорт
1. Алессандро Мариотти

## Результаты соревнований

### Лыжные виды спорта

#### Горнолыжный спорт
Квалификация спортсменов для участия в Олимпийских играх осуществлялась на основании специального квалификационного рейтинга FIS по состоянию на 21 января 2018 года. При этом НОК для участия в Олимпийских играх мог выбрать только того спортсмена, который вошёл в топ-500 олимпийского рейтинга в своей дисциплине, и при этом имел определённое количество очков, согласно квалификационной таблице. Страны, не имеющие участников в числе 500 сильнейших спортсменов, могли претендовать только на квоты категории «B» в технических дисциплинах. По итогам квалификационного отбора сборная Сан-Марино завоевала олимпийскую лицензию категории «B» в мужских соревнованиях, благодаря удачным выступлениям Алессандро Мариотти.
Мужчины
| Соревнование      | Спортсмены          | Скоростной спуск/ 1 спуск | Скоростной спуск/ 1 спуск | Слалом/ 2 спуск | Слалом/ 2 спуск | Всего   | Место | Отставание |
| Соревнование      | Спортсмены          | Время                     | Место                     | Время           | Место           | Всего   | Место | Отставание |
| ----------------- | ------------------- | ------------------------- | ------------------------- | --------------- | --------------- | ------- | ----- | ---------- |
| слалом            | Алессандро Мариотти | DNF                       | DNF                       | —               | —               | —       | —     | —          |
| гигантский слалом | Алессандро Мариотти | 1:21,66                   | 75                        | 1:21,21         | 66              | 2:42,87 | 65    | +24,83     |